# Hony Estrella
Hony Smailyn Gregoria Hilario Estrella (Santo Domingo, Distrito Nacional; 1 de enero de 1984), conocida simplemente como Hony Estrella, es una presentadora, locutora y actriz dominicana.

## Carrera
Durante su adolescencia, Hony inició su carrera como locutora en varias emisoras dominicanas como Rumba FM, Cadena Espacial, Neón y Viva FM (actual Fidelity). Entró a la televisión como voz en off de El Despeine, un programa juvenil transmitido por Mango TV. Allí, en 2002  incursiona como copresentadora en Video Hits, un programa de vídeos musicales.
Su perfil público se revitalizó cuando entró a formar parte de los programas de Jochy Santos, uno de los presentadores más conocidos de la República Dominicana. Esto incluye ser copresentadora en El Mismo Golpe con Jochy y Divertido con Jochy, respectivamente. De ahí en adelante, Hony ha estado en varios programas televisivos y radiales, tales como: Adolescentes en cadena, Contacto joven, Misión Iguazú, Perdone La Hora, Solo para mujeres, Radio Como Yo, Consultando con Ana Simó, Rumbo a los premios Casandra, entre otros.
En 2007, Hony fue seleccionada para conducir las dos primeras temporadas del reality show ¿Quién baila mejor?.
Los créditos de Hony como actriz incluyen Evita, Chevy 85, El canto de la cigarra, ¿Con Quien se Casará Mi Novia?, Mi amor o mi libertad, Condesa por Amor, Prohibido Seducir a los Casados, Cada Oveja con su Pareja, la versión dominicana de Mujeres asesinas, entre otros.
En junio de 2009 Hony volvió a la radio con "Sobre un Par de Tacones", un programa dedicado a las mujeres y del cual además produce.
De 2012 a 2014, Hony Estrella formó parte del personal de presentadores del programa televisivo "¡Ahora es!", junto a Luis Manuel Aguiló, Nashla Bogaert, Bolívar Valera (El Boli) y Lumy Lizardo.
Desde febrero de 2014, es copresentadora del programa dominical "MasRoberto" junto a Roberto Angel Salcedo. Poco después sale de "MasRoberto" y el 13 de septiembre de 2014, entra como copresentadora del programa sabatino "Vale por Tr3s", también producido por Roberto Ángel Salcedo.
Hony Estrella ha sido y es voz comercial de varias empresas o marcas dominicanas.
A partir del 2021 se volvió integrante del programa de radio, Esto No Es Radio Show y renunció a dicho programa en junio de 2024.
Fue nominada en People Choice Awards como Influencer Latina 2022 y fue presentadora oficial de Premios Soberano 2024, donde obtuvo el mayor rating de audiencia, afianzando su participación en el Premio.

## Actuación
| Teatro                          | Televisión       | Cine                 |
| ------------------------------- | ---------------- | -------------------- |
| Evita                           | Chevy 85         | Arrobá               |
| El canto de la cigarra          | Condesa por Amor | Mi angelito favorito |
| Cada Oveja con su Pareja        | Mujeres Asesinas | De pez en cuando     |
| ¿Con Quién se Casará mi Novia?  |                  | Un lío en dólares    |
| Mi amor o mi libertad           |                  | Pal' campamento      |
| Prohibido Seducir a los Casados |                  | Todo incluido        |
| Gorditas                        |                  | Morir soñando        |
| La Leyenda del Comodín          |                  | Asalto en progreso   |
| Adulterios                      |                  |                      |
| Steel Magnolias                 |                  |                      |
| 12 Princesas en Guerra          |                  |                      |
| El Show del Bolero              |                  |                      |
| A $2.50 el Cuba libre           |                  |                      |
| Perfectus Quórum                |                  |                      |
| Mariposas de Acero              |                  |                      |
| Pórtate Bien                    |                  |                      |

## Presentadora

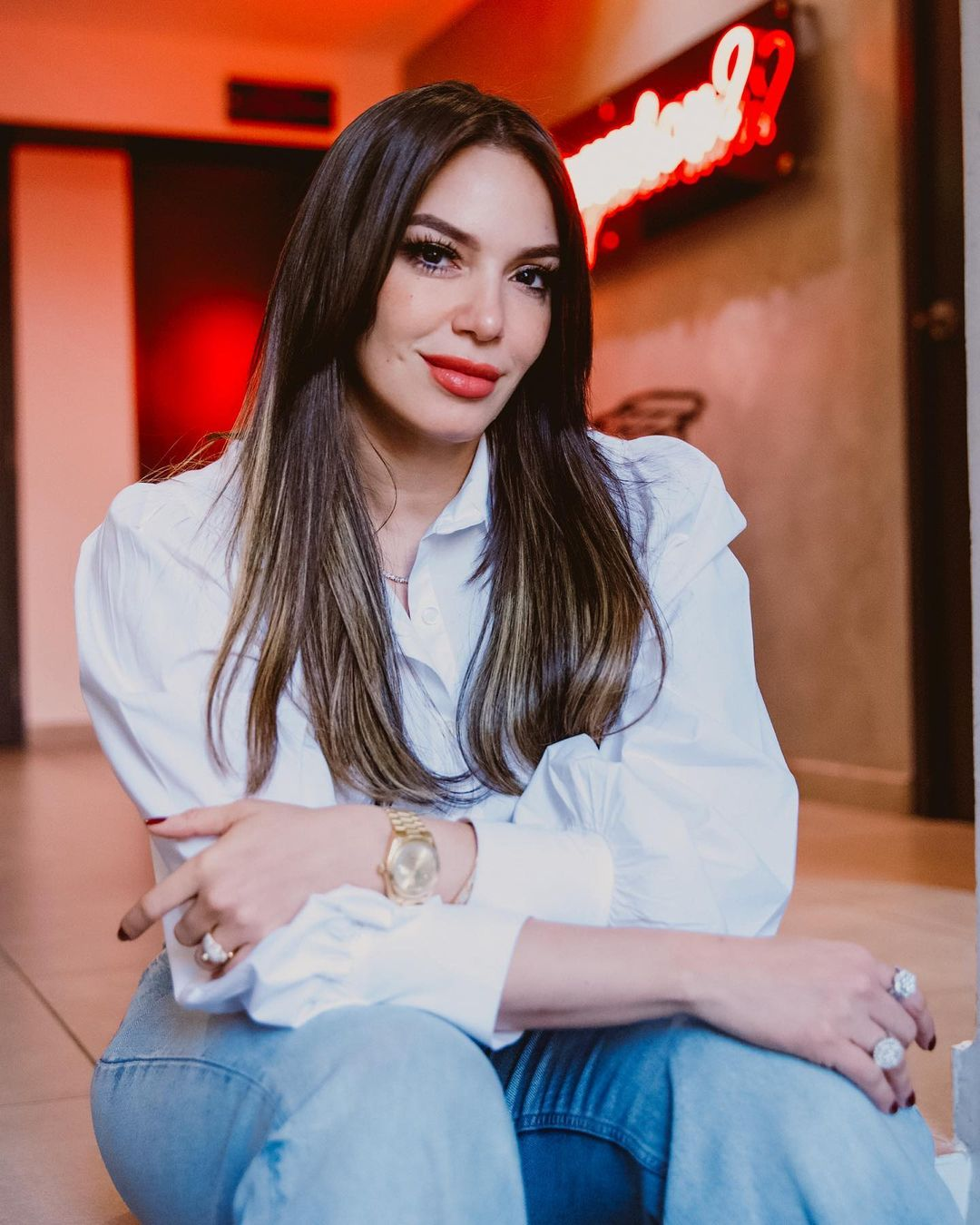
Foto tomada por hillary hollings

### Televisión
- "El Despeine" como voz en off
- "Video Hits" como copresentadora
- "Divertido con Jochy" como copresentadora
- "Misión Iguazú"
- "Perdone La Hora" como copresentadora
- "Rumbo a los premios Casandra"
- "¿Quién baila mejor?" como conductora.
- "¡Ahora es!" como presentadora y humorista.
- "MásRoberto" como presentadora y humorista.
- "Vale por Tr3s" como conductora y humorista.
- "Sábado Extraordinario" como conductora y humorista

### Radio
- "Cabina Viva"
- "El Mismo Golpe"
- "Adolescentes en cadena"
- "Contacto joven"
- "Solo para mujeres"
- "Radio Como Yo"
- "Consultando con Ana Simó"
- "Sobre un par de tacones"
- "Párate ya"
- "Esto No Es Radio Show"
- "Finanzas Con Humor"

## Vida personal
Tuvo una breve relación con el locutor y presentador Sergio Carlo. Hony Estrella y el cantante líder del grupo Ilegales Vladimir Dotel tienen una hija, Camila nacida en 2006.